# Chamberlinia
Chamberlinia é um género monotipo de centopeia pertencentes à família Oryidae. A única espécie é Chamberlinia lineata.
O táxon tem o nome do biólogo americano Ralph Vary Chamberlin.